# Canal d'Urgell

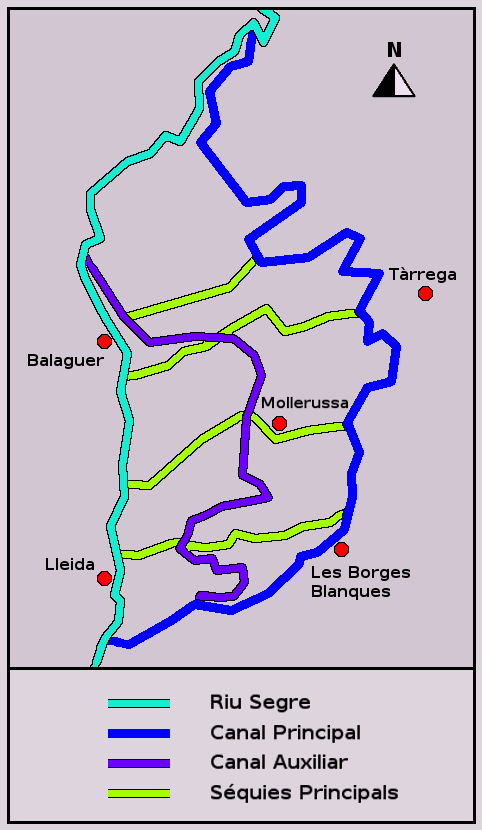
Recorregut del Canal d'Urgell

Canal d'Urgell - Plànol General ca.1890

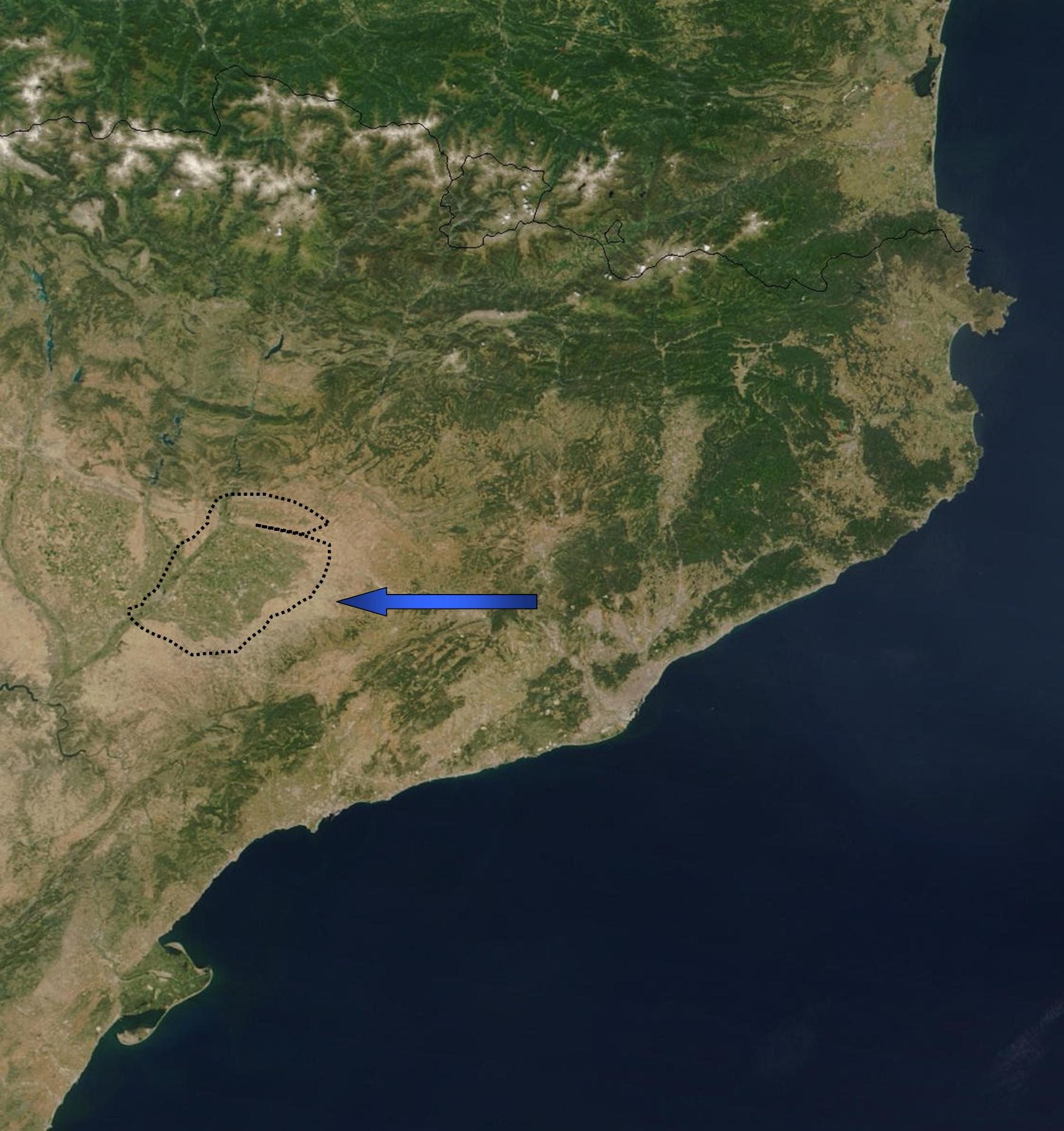
Vista per satèl·lit de l'Àrea Regada pel Canal d'Urgell.

El Canal d'Urgell és una infraestructura hidràulica destinada al reg, que porta aigua des del riu Segre als camps de cultiu de diferents termes municipals de les comarques de l'Urgell, Pla d'Urgell, Noguera, Segrià i Garrigues, amb una superfície regada total d'unes 70.000 hectàrees i donant servei a uns 77.000 habitants. Aquesta infraestructura és al marge esquerre del riu Segre. Comença al riu Segre aigües avall de la localitat de Ponts i després de recórrer uns 144 km finalitza el seu recorregut a la localitat de Montoliu de Lleida.

## Història
Aquest apartat tracta de la història dels projectes i de la construcció d'aquesta obra hidràulica. Per a consultar la història dels regadius d'Urgell i les seves institucions vegis: Història de la Comunitat General de Regants dels Canals d'Urgell.

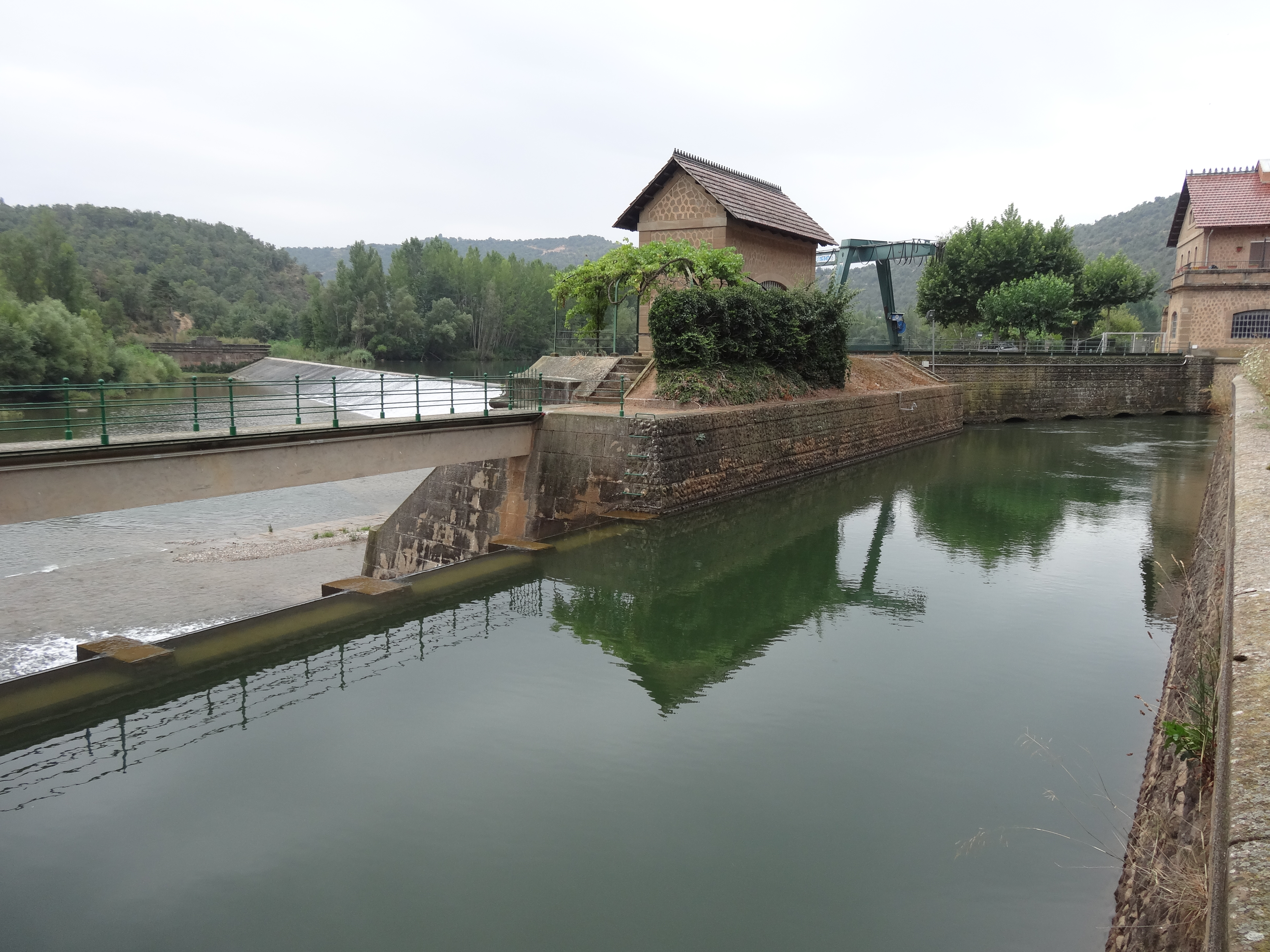
Presa a l'inici del Canal d'Urgell, a Ponts

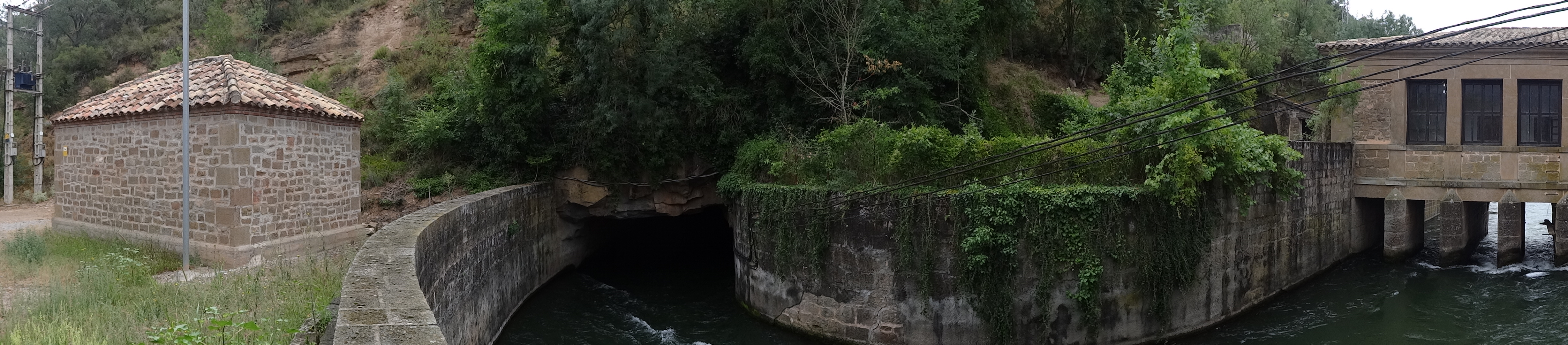
Sortida del túnel de la Llenguadera

El projecte de regar tota la plana de l'Urgell data de temps immemorials, i durant la dominació musulmana de Catalunya, els àrabs construïren séquies derivades tant del Segre com del riu Corb. Els primers estudis seriosos per a la construcció del canal varen ser ordenats pels reis Carles I el 1506 i el seu fill Felip I d'Aragó el 1554, 1574 i el 1577. Projectes que per diferents motius no van prosperar.
Posteriorment al segle xvii (1614-1726), en Pere Ripoll, veí d'Anglesola, encapçalà una iniciativa i redactà dues memòries que recolzaren la petició, acudint al Consell de Cent. En aquesta època, Marià Serra de Figueres presentà l'any 1726 el memorial en reial Audiència davant del rei Felip V de Castella. La zona era llavors coneguda com a Clot del Dimoni. Al segle xviii (1779-1786) foren nombroses les iniciatives promogudes, principalment pel comerciant barceloní Jaume de Duran i el ministre Marqués de la Ensenada, que encarregaren un projecte a l'enginyer Bernardo Lana. En aquests estudis ja es veu per primera primera vegada la necessitat de construir un segon Canal. En aquesta època van treballar en diferents estudis i projectes els enginyers Tomàs Desprat, Pere Llopart, Joan Cherta, Joan Soler i Faneca, i el fill d'aquest, Tomàs Soler.
L'Urgell va ser una de les més castigades amb successió de sequeres i males collites que van acabar desencadenant una crisi de subsistència en 1817. A començaments del segle xix (1815-1820), l'arquitecte Antonio Sellés va fer un altre projecte que fixà més acuradament el traçat del canal i fixà la presa d'aigua prop de Ponts. Les obres d'aquest projecte s'iniciaren l'any 1829, però les Guerres Carlines tornaren a parar les obres el 1833. Finalitzada la guerra es donà un nou impuls per tal de realitzar la construcció, i el Govern de l'Estat atorgà les primeres concessions els anys 1847 i 1850. L'any 1853 la concessió es va cedir, finalment, a l'empresa dels germans Girona i Clavé S.A., la qual la traspassà, tot seguit, a la Societat Anònima Canal d'Urgell. Un cop atorgada la concessió, els enginyers Pere de Andrés Puigdollers i Constantí de Ardanza realitzaren el projecte definitiu del Canal.

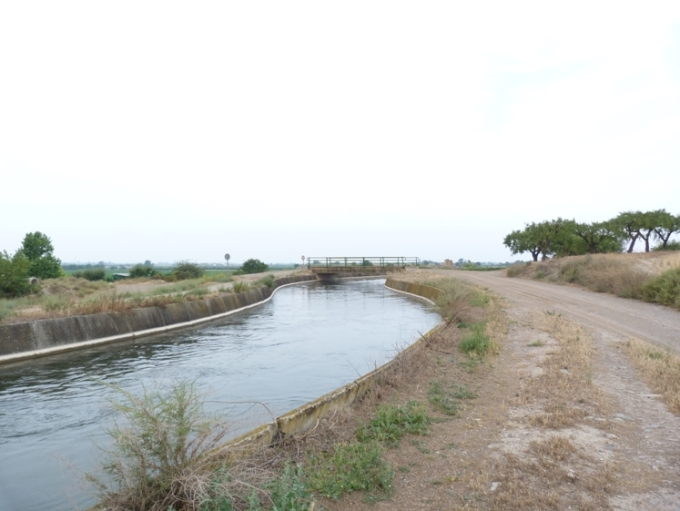
El canal prop de Claravalls

L'Enginyer Director de les obres fou Domingo Cardenal Gandasegui, el qual les inicià el mateix any de la concessió i les acabà l'any 1861, després de superar innumerables dificultats, en especial la de travessar la serra de Montclar mitjançant la mina de Montclar, un túnel de 4917 metres de llarg en línia recta. En el túnel de Montclar hi treballaren prop de 6.000 persones, amb 4.681 peons, 480 paletes, 500 carros i 150 animals de càrrega. També hi treballaren 977 presidiaris portats dels penals de Tarragona i Burgos, que realitzaven les tasques més dures i molts dels quals van morir a causa de malalties i accidents provocats per esllavissades i inundacions. Finalment, 350 anys després dels primers projectes, el mes de març de 1862 es va regar la primera finca que fou la de Tarassó, del senyor Jaume Mestres, d'Agramunt. L'impacte social, polític i cultural va modificar profundament el territori i va incrementar la participació ciutadana en les instituciones locals, així com la riquesa del territori.
Paral·lelament es va redactar el projecte del Canal Auxiliar, realitzat per Carles Valmanya Fabra, Enginyer de Camins, Canals i Ports. La construcció es va iniciar el 4 de maig de 1929 i va finalitzar el 18 de juliol de 1932.
L'any 2023, per primera vegada a la història, el Canal d'Urgell va haver de tancar el reg al mes d'abril, 5 mesos abans del previst, degut a un llarg període de sequera que s'acumulava des de gairebé 2 anys enrere. Es va optar per deixar un cabal mínim per garantir el reg dels arbres fruiters i l'abastament d'aigua de boca dels municipis que en depenen.

## Característiques tècniques
Encara que sempre es parla en singular, parlar del Canal d'Urgell significa parlar de dos canals, i de quatre séquies principals. L'obra més important és el Canal Principal amb una llargada de 144,2 km. Aquest canal comença al riu Segre aigües avall de la localitat de Ponts i finalitza al mateix riu al terme municipal de Montoliu de Lleida.
El canal auxiliar comença al pantà de Sant Llorenç de Montgai i desemboca al canal principal a Artesa de Lleida. Té una longitud total de 76,6 km. Del canal principal es deriven les quatre Séquies Principals, amb una llargada total de 102,6 km. Amb aquesta infraestructura es reguen 49.490 finques que representen unes 70.242 hectàrees.

## Organització
Vegis Comunitat General de Regants dels Canals d'Urgell.
Un cop acabat el termini de la concessió atorgat per la construcció, el Ministeri d'Obres Públiques va instruir expedient per determinar si el Canal d'Urgell havia de revertir a l'Estat, o bé als regants. El conflicte va acabar amb l'Ordre Ministerial de 10 d'agost de 1964 que resolgué que els regants d'Urgell havien de constituir una Comunitat General que seria titular a perpetuïtat de la concessió, de l'aprofitament de les aigües i de la totalitat de les obres precises per al reg.
La Comunitat General es constituí el 24 de desembre de 1964, i el 17 de novembre de 1965, l'aleshores president Josep Solans Serentill, rebé solemnement el Canal d'Urgell de mans del ministre d'Obres Públiques, Federico Silva Muñoz. Un any més tard, el 19 d'octubre de 1966, es va l'enginyer i director de la Confederació Hidrogràfica de l'Ebre, Joaquin Blasco Roig va fer l'acte d'entrega del Canal Auxiliar al president de la Comunitat de Regants.
Posteriorment, amb la resolució de 2 de setembre de 1991, el Ministeri d'Obres Públiques declarà constituïda la concessió d'aigua del riu Segre a favor de la Comunitat General de Regants dels Canals d'Urgell, reconeguda pels RD
 de 3 de novembre de 1852 i de 29 de setembre de 1928 amb uns cabals màxims a derivar de 33 m³/s pel Canal Principal d'Urgell i de 8 m³/s pel Canal Auxiliar, amb destinació al reg, proveïment de poblacions i usos industrials.

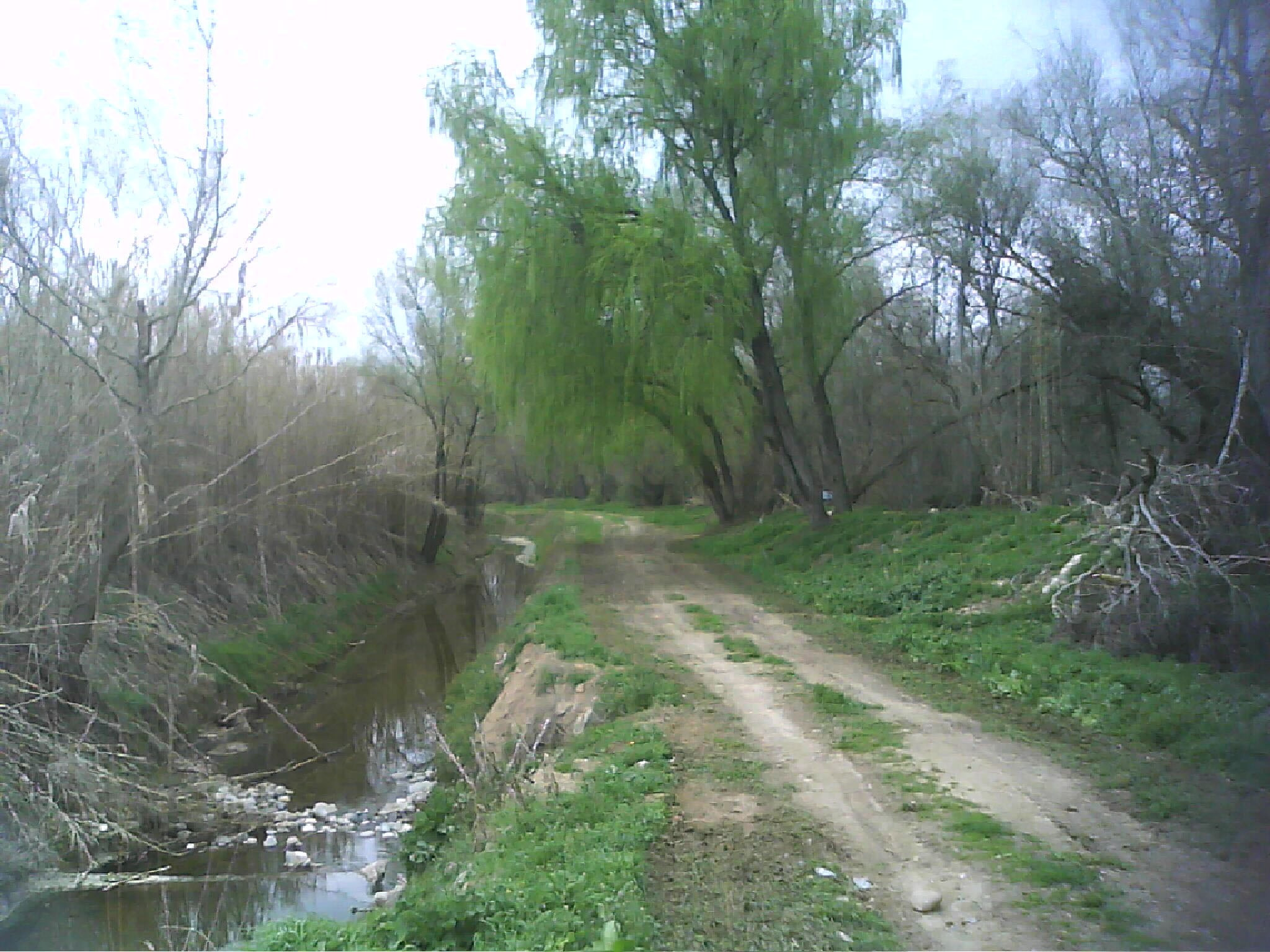
Tram final del canal als Patamolls de Montoliu de Lleida.

Els drets d'aquesta concessió es mantindran fins al dia 1 de gener de l'any 2061, d'acord amb allò que disposa la Llei d'aigües de 2 d'agost de 1985.
Per gestionar l'aigua de manera eficient, la Comunitat General de Regants dels Canals d'Urgell té un reglament d'usos. Aquest reglament divideix en vint-i-una col·lectivitats o comunitats ordinàries distribuïdes en tres zones: alta, mitjana i baixa per mor de la gran extensió de l'àrea regable. Aquestes col·lectivitats gaudeixen de plena personalitat jurídica pròpia en l'àmbit de les seves competències, i es regeixen per les seves respectives Ordenances i Reglaments, sempre que no vagin en contradicció amb els de la Comunitat General.
La seu administrativa de la Comunitat General de Regants dels Canals d'Urgell es troba a la Casa Canal a Mollerussa, un edifici construït de 1867 a 1876 segons el plans de l'enginyer Domingo Cardenal.

## Obres Singulars

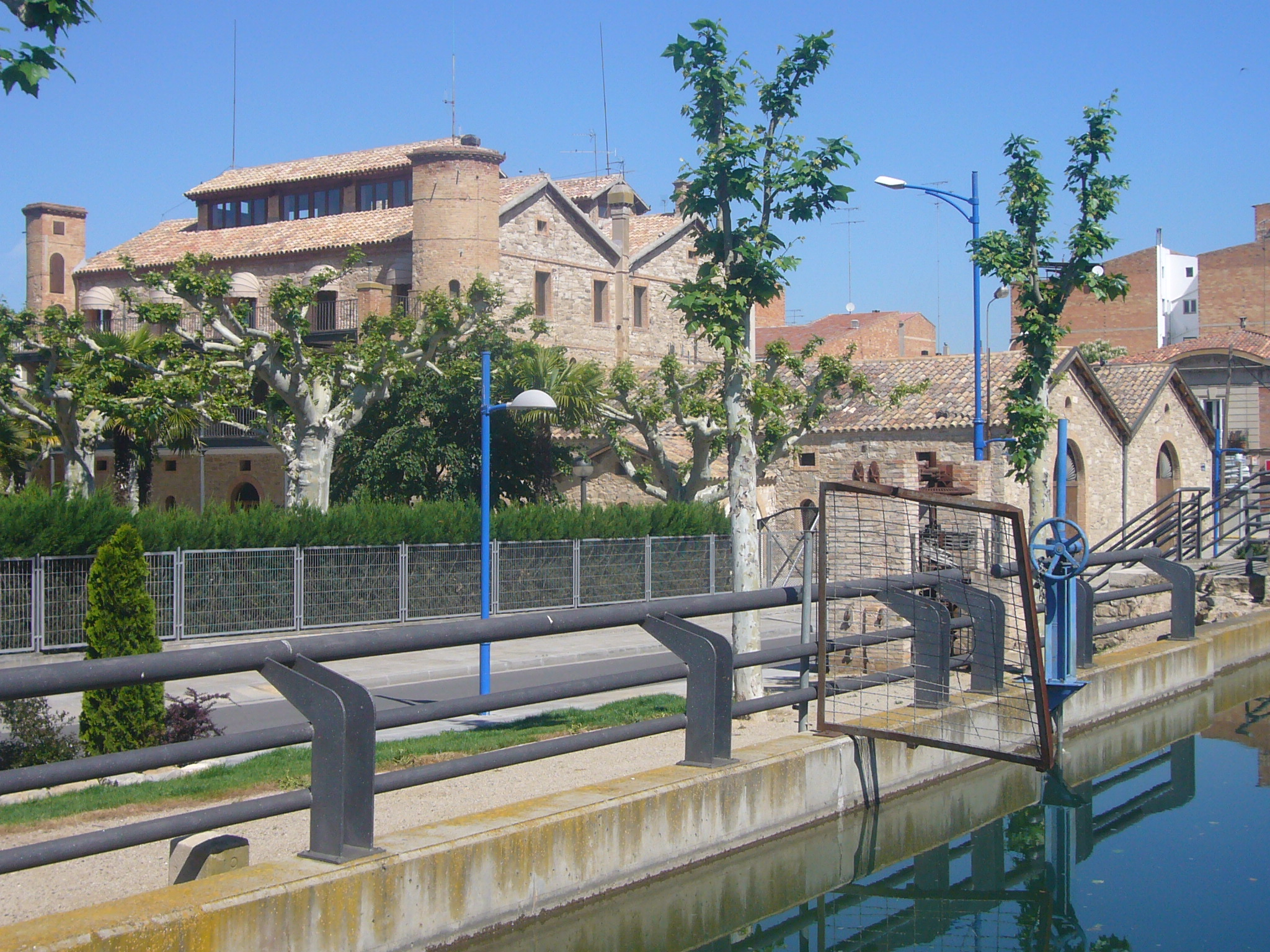
Casa del Canal d'Urgell, seu del museu Espai Cultural dels Canals d'Urgell

Situades al Canal Principal i les séquies principals:
- Presa del Tossal a Ponts
- Primera Casa de Comportes
- Aqüeducte del Cenill
- Túnel o Mina de Montclar
- Aqüeducte del Sió o "Pont de Ferro" d'Agramunt
- Trinxera de la caserna i Terraplé de Castellserà
- La Forestal de Mollerussa
- Els Nou Salts de Juneda

Situades al Canal Auxiliar
- Captació a la Presa de Sant Llorenç de Montgai
- Aqüeducte del Salat
- Sifó del Sió a Balaguer
- Túnel de Sidamon
- Túnel dels Alamús